# Navigators Insurance Cycling Team/2007
Deze pagina geeft een overzicht van de wielerploeg Navigators Insurance Cycling Team in 2007.
| Naam               | Geboortedatum | Nationaliteit       | Ploeg 2006                                        |
| ------------------ | ------------- | ------------------- | ------------------------------------------------- |
| Glen Chadwick      | 17-10-1976    | Nieuw-Zeeland       | Navigators Insurance Cycling Team                 |
| Hilton Clarke      | 11-07-1979    | Australië           | Navigators Insurance Cycling Team                 |
| Matt Cooke         | 08-05-1979    | Verenigde Staten    |                                                   |
| Benjamin Day       | 24-07-1978    | Australië           | Carvalhelhos - Boavista                           |
| Oleg Griskin       | 10-02-1975    | Rusland             | Navigators Insurance Cycling Team                 |
| Kristian House     | 06-10-1979    | Verenigd Koninkrijk | Recycling.co.uk                                   |
| Valeriy Kobzarenko | 05-02-1977    | Oekraïne            | Navigators Insurance Cycling Team                 |
| Sergej Lagoetin    | 14-01-1981    | Oezbekistan         | Navigators Insurance Cycling Team                 |
| Darren Lill        | 20-08-1982    | Zuid-Afrika         | Team Barloworld - Valsir                          |
| David O'Loughlin   | 29-04-1978    | Ierland             | Navigators Insurance Cycling Team                 |
| Ciaran Power       | 08-05-1976    | Ierland             | Navigators Insurance Cycling Team                 |
| Viktar Rapinski    | 17-06-1981    | Wit-Rusland         | Colavita Olive Oil-Sutter Home Wines Cycling Team |
| David Rodriguez    | 14-08-1979    | Verenigde Staten    |                                                   |
| Bernard van Ulden  | 11-09-1979    | Verenigde Staten    | Navigators Insurance Cycling Team                 |
| Kyle Wamsley       | 03-01-1980    | Verenigde Staten    | Colavita Olive Oil-Sutter Home Wines Cycling Team |
| Michael Wolf       | 21-07-1985    | Verenigde Staten    | beloften                                          |
| Phil Zajicek       | 20-03-1979    | Verenigde Staten    | Navigators Insurance Cycling Team                 |

1993 · 1994 · 1995 · 1996 · 1997 · 1998 · 1999 · 2000 · 2001 · 2002 · 2003 · 2004 · 2005 · 2006 · 2007